# Преддинарско горје у околини града Бања Лука
Преддинарско горје у околини града Бања Лука чини неколико увезаних горја у околини самог града Бања Лука. Бањалучка котлина налази се на прелазу из динарског планинског система у Панонску низију. На југу се истиче неколико планина: Мањача (1214 м), Чемерница (1338 м), Тисовац (1172 м) и Осмача (948 м)  Ријека Врбас сече планине делећи их у две целине.
Ободни рељеф је доста нижи. Неки од врхова су: Крчмарице (302 м), Црни врх (546 м), Старчевица (540 м), Ковчин (557 м), Велики Понир (589 м), Дреновача (490 м), Кајбаковац (672 м), Бањ брдо (372 м), Стране (221 м), Дуципољска планина (626 м), Врановина (496 м), Шибови (383 м), Пискавица (433 м) и Бањалучка Козара (421 м). 

## Бањалучка котлина
Само урбано подручје града лежи на висини од око 163 м.н.м. Урбано подручје је смештено на обалама Врбаса. Равно дно котлине заузима простор претежно са леве стране Врбаса. Од дна котлине терасасто се шири котлинска раван на обе обале Врбаса. Према истоку, котлина се шири до Старчевице, преко ребровачке терасе, подножја Дреноваче (490 м) те током истоименог потока до долине Врбање. Са сјевероистока је затворена падинама Мале Завардуше (376 м), а шири се до Чесме и Мађира, те подножја Крчмарице и Трапистске шуме. Испод Дуципољске планине, Врановине па до ушћа Сутурлије у Врбас, те испод Шибова, Петрићевских брда, Лауша, те се преко Раковачких бара постепено претвара у алувијалне равни које након Лакташке клисуре прелазе у Лијевче поље.